# Сарбија (Чарнков)
Сарбија (пољ. Sarbia), село је у административној јединици Чарнков, у округу (повјату) Чарнковско-тшћанкски, Великопољско војводство, у западном дијелу Пољске. Налази се око 8 километара сјевероисточно од Чарнкова, и 63 km од главног града Великопољског војводства, Познања.
Село има 311 становника.